# Rijsterborgherpark
Het Rijsterborgherpark of Singelplantsoen is een stadspark in de stad Deventer ontworpen in 1886 door Leonard Anthony Springer. Het is gelegen bij Station Deventer en de binnenstad. In de volksmond heet dit park ook wel het 'Oude plantsoen', ter onderscheiding van het Nieuwe Plantsoen bij de Watertoren dat in 1914 gereed kwam.

## Omschrijving en geschiedenis
Het Rijsterborgherpark ligt op een deel van de vroegere vestingwerken van Deventer. Rond 1620 waren deze versterkingen buiten de muren van de stad aangelegd. Al in 1852 was er een 'wandeling' over de bolwerken tussen de Noordenbergpoort en de Brinkpoort. Die werd het 'Rijsterborgherpad' genoemd, naar de ingenieur der genie en kapitein J.H.L. Rijsterborgh, beheerder van de vestingwerken. Nadat de vesting Deventer in 1874 was opgeheven en over het wandelpad een spoordijk was aangelegd wilde de gemeente de aanleg van een wandelpark tussen de Buitengracht en het spoor. De aan het begin van zijn carrière staande landschapsarchitect Springer bood in 1886 aan dit park te ontwerpen en hij hield ook het dagelijks toezicht op de realisering. Het in Engelse landschapsstijl aangelegde park kwam in 1889 gereed.

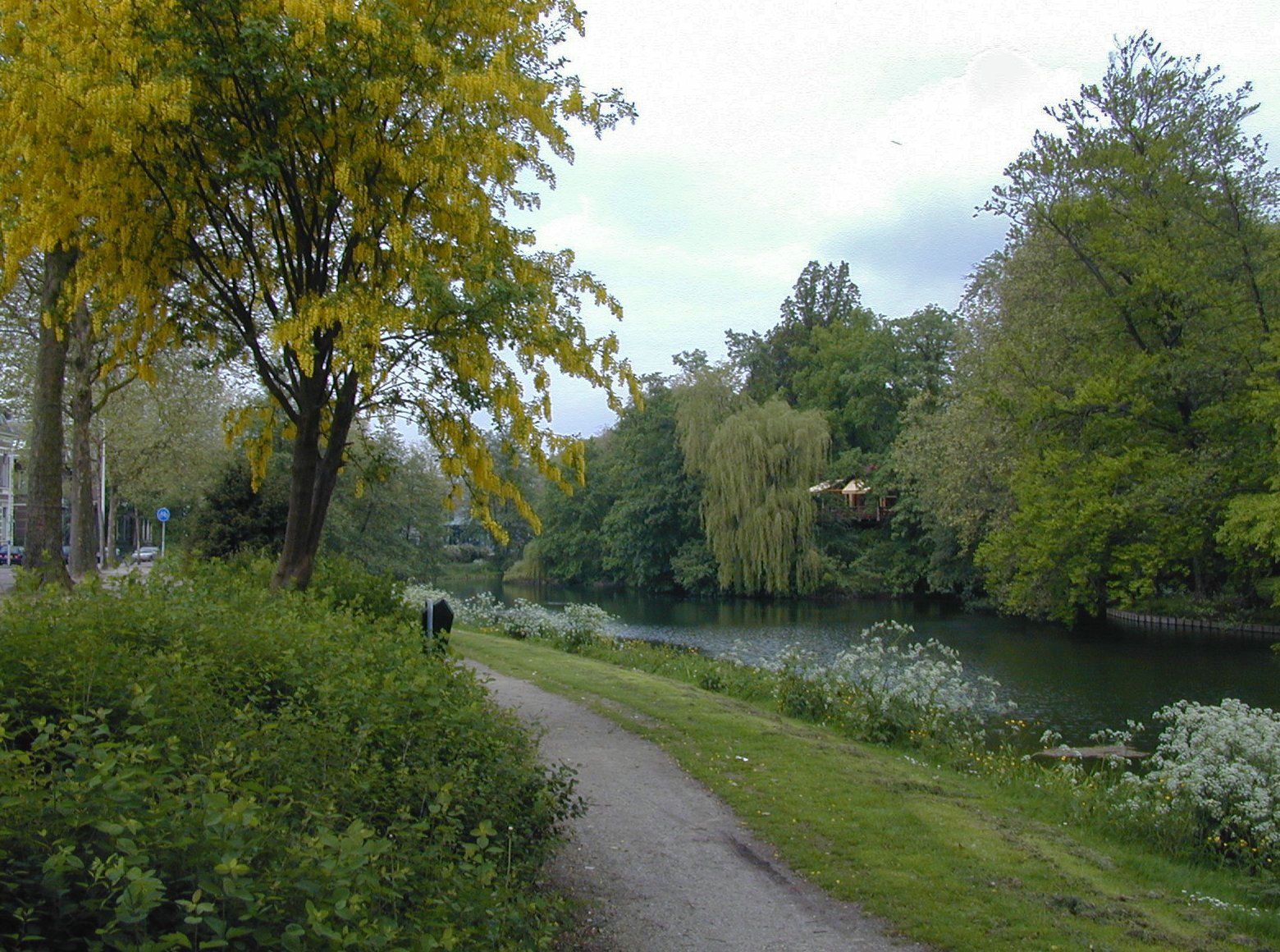
Het park in 2002

Het park is een typische uiting van de landschapsstijl. Er is afwisseling tussen open en besloten, licht en donker, massa en ruimte. Het vloeiende verloop van de paden is kenmerkend. Springer heeft gebruikgemaakt van de hoogteverschillen die al aanwezig waren. De bestaande gracht liet hij meanderen. Het park is door de afwisselingen in opbouw niet in één blik te overzien en lijkt daardoor voor een wandelaar groter dan het in feite is.
Tijdens de Tweede Wereldoorlog liep het park flinke schade op door geallieerde bombardementen bedoeld voor het nabije station en de spoorbrug. Gerard Bleeker maakte in de periode 1948 - 1952 een nieuw ontwerp waarvan de uitvoering in 1954 was afgerond. In 1968 werd het park opgenomen in het register van rijksmonumenten.

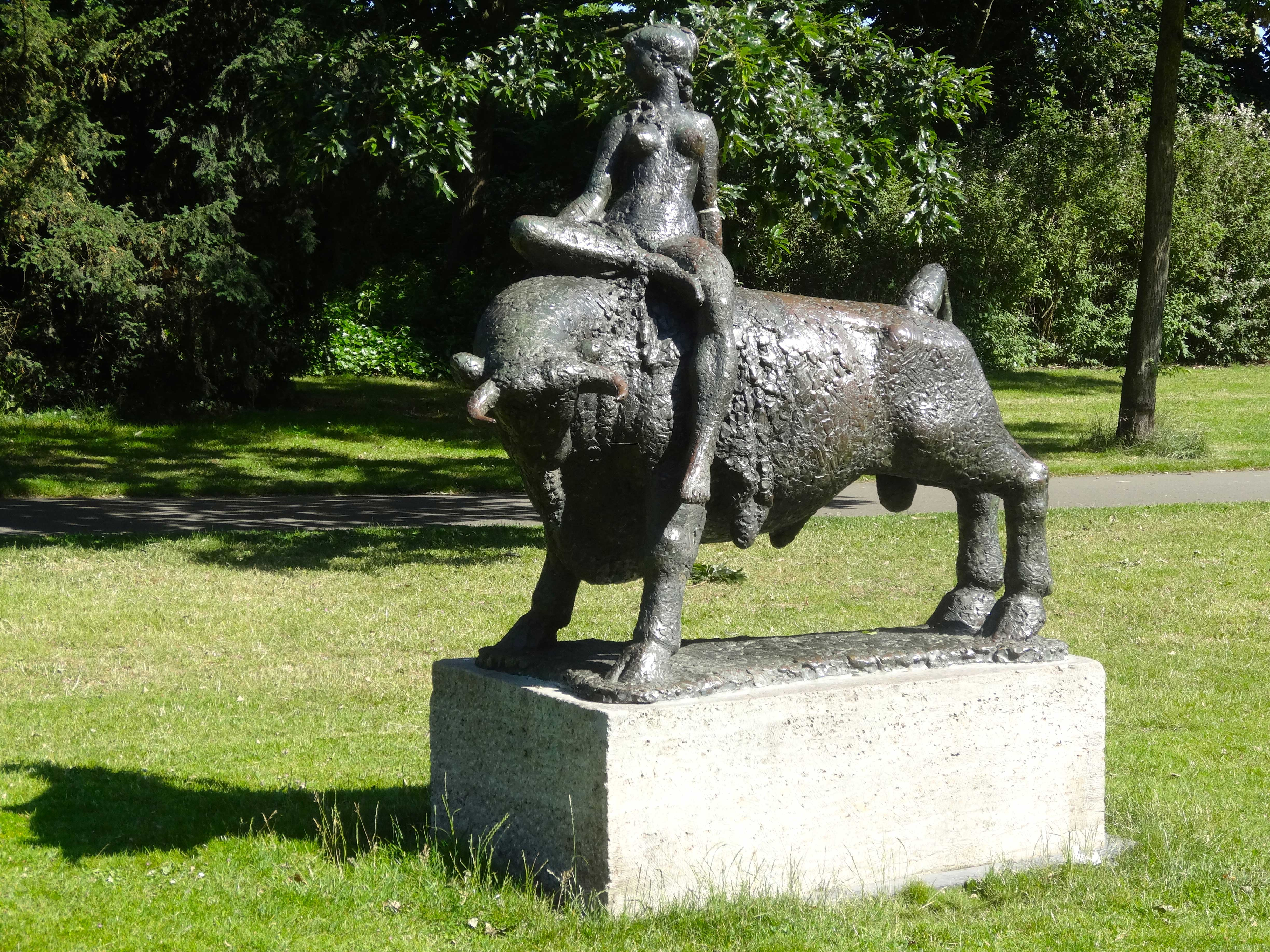
Europa en de stier (Pieter d'Hont)

In 1985 werd het park verrijkt met een beeldenroute. Er werd een aantal kunstwerken geplaatst waaronder het beeld Europa en de stier van Pieter d' Hont uit 1963, ook herstelde men de fontein in de Buitengracht. Het bij het park behorende 'Vogeleiland' biedt na een grote renovatie in 1992 weer ruimte aan een restaurant, een muziekkoepel en een dierenparkje.
Door een windhoos sneuvelden op 9 september 1998 meer dan honderd monumentale bomen. Buurgemeenten Zwolle, Bathmen en Voorst stelden nieuwe bomen beschikbaar en Deventer burgers zamelden geld in voor het herstel. Het Rijsterborgherpark is sindsdien geheel gerestaureerd in de geest van het oude ontwerp van Springer. Het resultaat is een meer open park met meer ruimte voor evenementen. Naast oude bomen is er jonge aanplant en veel voor iedereen goed begaanbare paden van asfalt.

## Vogeleiland

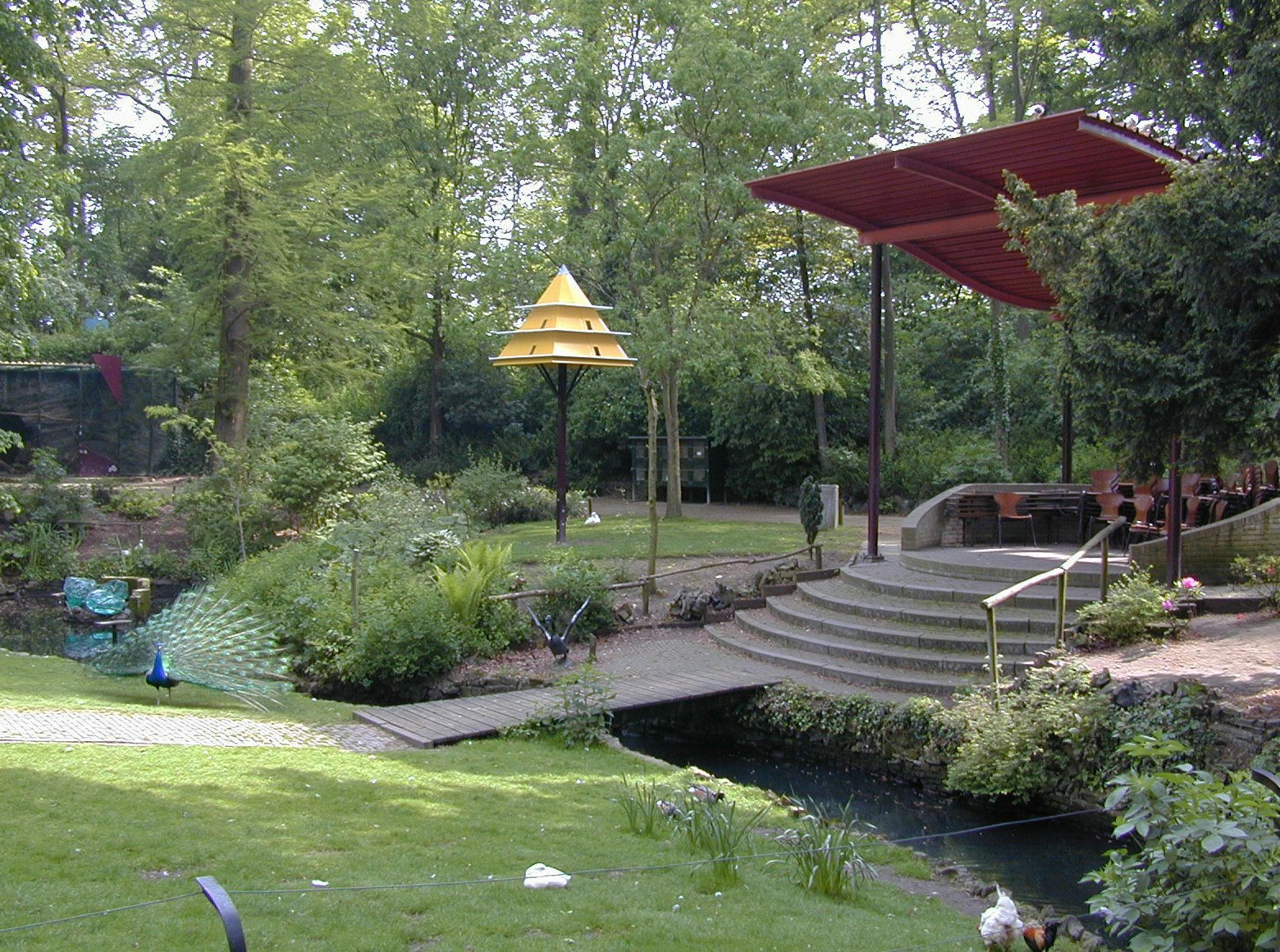
Muziekkoepel op het Vogeleiland

Op een ravelijn van de voormalige vestinggordel werd door Springer in de buitengracht een via een rustieke brug bereikbaar eilandje geprojecteerd. Er kwam een heuvel met rotsformaties en een 'ravijn', slingerpaadjes en op het hoogste punt een muziekkoepel. Rond 1900 stonden er al een duiventil en volières met exotische vogels. Later kwam er ook een onderkomen met wasberen en apen. Het eiland was toegankelijk door middel van twee houten bruggen van de hand van stadsbouwmeester J.A. Mulock Houwer.
Vanaf de jaren 1960 verloederde het eiland door vandalisme en gebrekkig onderhoud en werd het voor publiek afgesloten. Het gemeentebestuur stelde rond 1980 voor de gracht rond het eiland te dempen en er zo een integraal onderdeel van het Rijsterborgherpark van te maken. Vanuit de bevolking kwam daartegen bezwaar. Er werd een stichting opgericht en architect Peter Ghijsen ontwierp een horecapaviljoen en projectarchitect Maria da Graça Cabral Oliveira de Andrade ontwierp de nieuwe dierenverblijven, bruggen, duiventil, fietsenstalling en muziekkoepel. Blikvanger is een enorme volière in de vorm van een ei. De kern van het Springer-ontwerp bleef intact. De zorgen om vandalisme en veiligheid bleven echter. Nadat gesubsidieerde banen voor toezicht en dierverzorging niet meer beschikbaar waren trad wederom verloedering in. Er werd in 1999 op het eiland zelfs een parkwachter vermoord. In 2019 nam de gemeente de verantwoordelijkheid voor het beheer grotendeels over met de intentie een na de windhoos van 1998 opgesteld, maar nooit uitgevoerd plan, alsnog een kans te geven. Eind 2020 begon men met de uitvoering van een vernieuwingsplan dat onder andere mogelijk maakt dat het eiland 's nachts kan worden afgesloten. Er kwam weer een horecavoorziening en regelmatig muzikale buitenoptredens. Ook is er aandacht voor beeldende kunst.